# Dictator postulatus
Dictator postulatus är en skalbaggsart som beskrevs av Thomson 1878. Dictator postulatus ingår i släktet Dictator och familjen långhorningar. Inga underarter finns listade i Catalogue of Life.